# Enrique Inostroza
Enrique Inostroza (Enrique Inostroza Arancibia; * 10. Juli 1921; † nach 1951) war ein chilenischer Marathonläufer.
1948 kam er bei den Olympischen Spielen in London in 2:47:48 h auf den 15. Platz, und 1951 wurde er bei den Panamerikanischen Spielen in Buenos Aires Fünfter in 2:53:01 h.